# ジェシー・ベナビデス
ジェシー・ベナビデス（Jesse Benavides、1963年11月3日 - ）は、アメリカ合衆国の男性プロボクサー。テキサス州コーパスクリスティ出身。元WBO世界スーパーバンタム級王者。

## 来歴
1984年9月27日、プロデビューを果たし初回KO勝ちを収め白星でデビューを飾った。
1986年5月11日、ヘラルド・ベラスケスと対戦し初回KO勝ちを収めた。
1986年8月23日、デビット・ジョンソンと対戦し10回判定勝ち。
1987年11月20日、グレグ・リチャードソンとUSBA全米スーパーバンタム級王座決定戦で対戦し12回2-1(113-114、115-113、116-114)の判定勝ちを収め王座獲得に成功した。
1988年5月21日、ジャームス・ピップスと対戦し2回2分50秒TKO勝ちを収め初防衛に成功した。
1988年7月28日、ペドロ・デシマと対戦しキャリア初黒星となる3回1分51秒TKO負けを喫した。
1989年4月28日、ダニエル・ガルシアと対戦し9回TKO勝ちを収めUSBA王座2度目の防衛に成功した。
1990年5月13日、後のIBF世界バンタム級王者ケルビン・シーブルックスと対戦し初回2分25秒TKO勝ちを収め3度目の防衛に成功した。
1991年5月24日、コーパスクリスティのメモリアル・コロシアムでWBO世界スーパーバンタム級王者オーランド・フェルナンデスと対戦し12回3-0(118-112、117-111、118-110)の判定勝ちを収め王座獲得に成功した。
1991年8月30日、メモリアル・コロシアムでフェルナンド・ラモスと対戦し5回2分6秒TKO勝ちを収め初防衛に成功した。
1992年10月15日、ロンドンのレウィシャム・シアターでデューク・マッケンジーと対戦したが12回0-3(110-117、113-115、112-115)の判定負けを喫し2度目の防衛に失敗し王座から陥落した。
1993年3月13日、WBC世界スーパーバンタム級王者トレイシー・ハリス・パターソンと対戦し12回0-3(114-115、113-117、113-115)の判定負けを喫しWBOに続く王座獲得に失敗した。
1993年5月21日、NABF北米スーパーバンタム級王者ルンネル・ドールと対戦し5回終了時棄権を申し出た為王座獲得に成功した。
1993年12月8日、ヘスス・サラビアと対戦し12回判定勝ちを収め初防衛に成功した。
1994年5月6日、WBC世界フェザー級王者ケビン・ケリーと対戦し12回3-0(116-112、117-111、116-111)の判定負けを喫し2階級制覇に失敗した。
1996年5月4日、アナハイムのアローヘッド・ポンドでWBO世界スーパーバンタム級王者マルコ・アントニオ・バレラと対戦し3回1分15秒KO負けを喫し王座返り咲きに失敗した試合を最後に現役を引退した。

## 獲得タイトル
- USBA全米スーパーバンタム級王座
- 第4代WBO世界スーパーバンタム級王座（防衛1）
- NABF北米スーパーバンタム級王座